# آن دوهرتي
آن دوهرتي (بالإنجليزية: Anne Doherty)‏ هي عالمة نفس وراهبة أمريكية، ولدت في 6 مايو 1928 في إنديانابوليس في الولايات المتحدة، وتوفيت في 3 فبراير 2013 في Saint Mary-of-the-Woods, Indiana ‏ في الولايات المتحدة.